# (21660) Velenia
(21660) Velenia (1999 QZ1) – planetoida z pasa głównego asteroid okrążająca Słońce w ciągu 4,53 lat w średniej odległości 2,74 j.a. Odkryta 20 sierpnia 1999 roku.